# Play It Again Sam (Label)
[PIAS] Recordings ist ein belgisches Musiklabel, das international operiert. [PIAS] Germany hat seinen Sitz in Hamburg.

## Geschichte
Der Name PIAS steht für „Play it again, Sam“, ein Zitat aus dem Film Casablanca. Das Label wurde 1983 in Brüssel von Kenny Gates und Michel Lambot gegründet.
Play It Again Sam war in den frühen 1980er Jahren Teil einer Welle von einflussreichen Labels, wie Factory, Mute, Rough Trade und 4AD. Play It Again Sam wurde zunächst eine der treibenden Kräfte hinter der Entstehung der Electronic Body Music und Industrial Musik mit Künstlern wie Front 242, Meat Beat Manifesto und Young Gods bekannt.
Später erweiterte das Label seinen musikalischen Horizont mit Bands wie The Sound, Soulwax, Sigur Rós and Mogwai.
Im Jahr 2000 verlegte das Label seinen Hauptsitz von Brüssel nach London und wurde umbenannt in [PIAS] Recordings. [PIAS] Recordings beteiligte sich in Großbritannien an Labels wie FatCat Records (wurde Schwester-Label) und veröffentlichte die ersten beiden Alben der isländischen Band Sigur Rós, welche die meistverkaufte Band in der Label-Geschichte wurde. Die schottische Band Mogwai schloss 2001 einen Vertrag mit [PIAS] Recordings UK ab und veröffentlichte 4 Alben unter diesem Label.
Abgesehen von den beiden Londoner Labels hat [PIAS] Recordings lokale Artists-and-Repertoire-Niederlassungen in Frankreich, Deutschland, Belgien, den Niederlanden, Spanien und den Vereinigten Staaten. Zu den jeweils größten unter Vertrag stehenden nationalen Künstlern gehören Miossec und The Chase in Frankreich, Gisbert zu Knyphausen in Deutschland, Gabriel Ríos und Daan in Belgien, Waschbär und Anneke van Giersbergen in den Niederlanden und Ojos de Brujo in Spanien.
Bei den Unruhen im Vereinigten Königreich 2011 brannte die PIAS-Lagerhalle komplett nieder.
Im Februar 2013 verkaufte Universal Music das Label COOP an PIAS.
Seit dem 30. Jubiläum von PIAS gibt es in den operierenden Ländern sogenannte PIAS Nites, u. a. am 13. Dezember 2012 in Berlin mit I Am Kloot, Gisbert zu Knyphausen, Lisa Hannigan, Andy Burrows, Ghostpoet, Nicolas Sturm.
Im Jahr 2015 übernahm PIAS das französische Label Harmonia Mundi.

## Künstler
- Alex Gopher
- Alt-J
- Arcane Roots
- Armand Van Helden
- Bohren & der Club of Gore
- Bombino
- Andy Burrows
- Chilly Gonzales
- Dead Can Dance
- Dinosaur Jr.
- Eagle Seagull
- Editors
- Enno Bunger
- Everlast
- Feeder
- Fightstar
- Gisbert zu Knyphausen
- Ghinzu
- Hooverphonic
- Joan as Police Woman
- Junior Jack
- Justin Nozuka
- Keaton Henson
- Kitbuilders
- Lilly Among Clouds[6]
- Matt Simons
- Mélanie De Biasio
- Millionaire
- Miossec
- Morcheeba
- Múm
- Nits
- Nouvelle Vague
- Ojos de Brujo
- Operator Please
- Placebo
- Señor Coconut
- Siglo XX
- Soap&Skin
- Soulwax
- Stereo MCs
- Stone Gods
- The Answer
- The Jim Jones Revue
- The Temper Trap
- The Whip
- The Young Gods
- Tiësto
- Trisomie 21
- Trümmer
- Turbostaat
- Twin Atlantic
- White Lies